# 祥興咖啡室

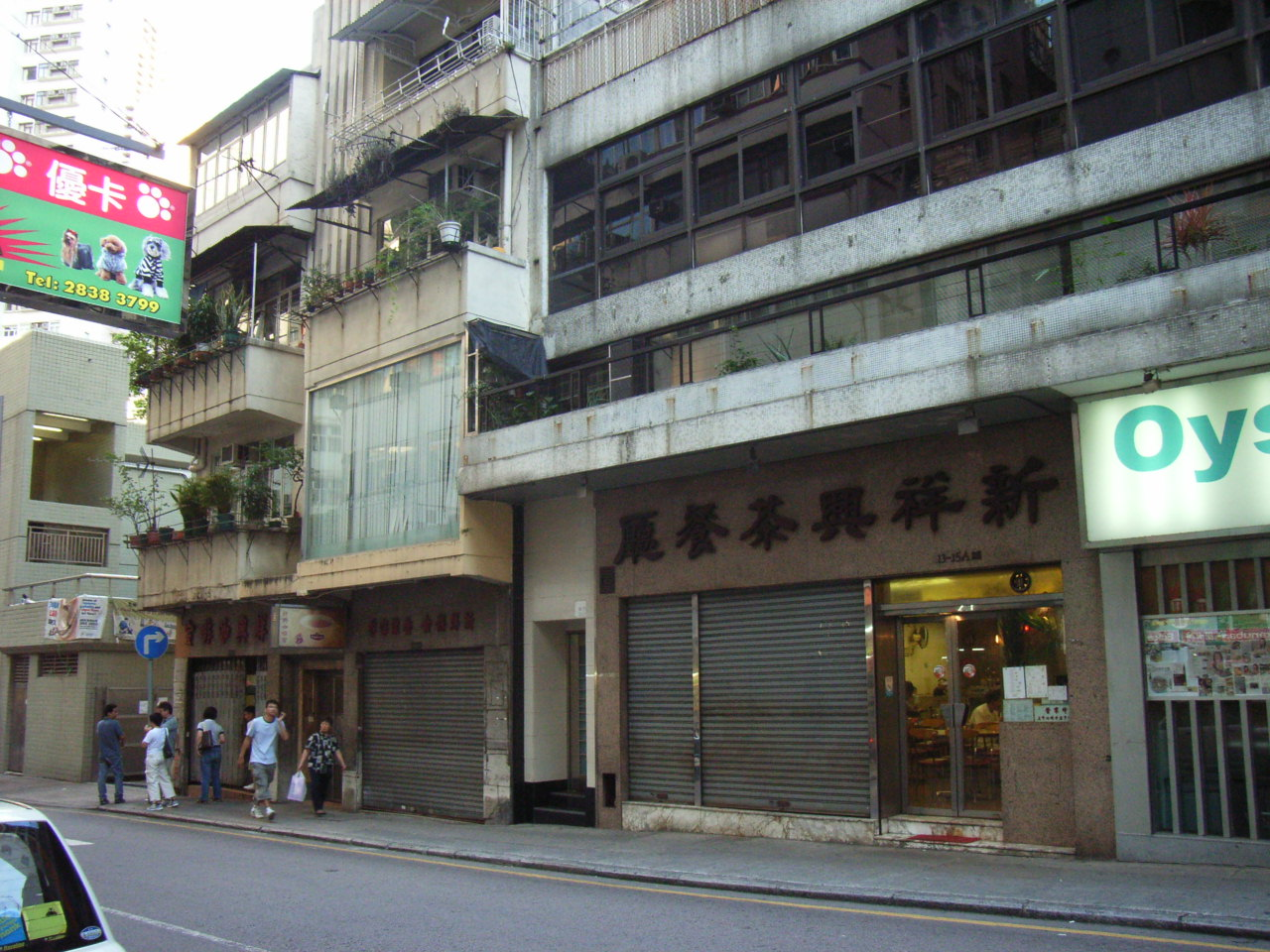
祥興咖啡室的西面相鄰鋪開有一些近似名字的店子

祥興咖啡室，位於香港跑馬地奕蔭街9號，是一家傳統港式茶餐廳。

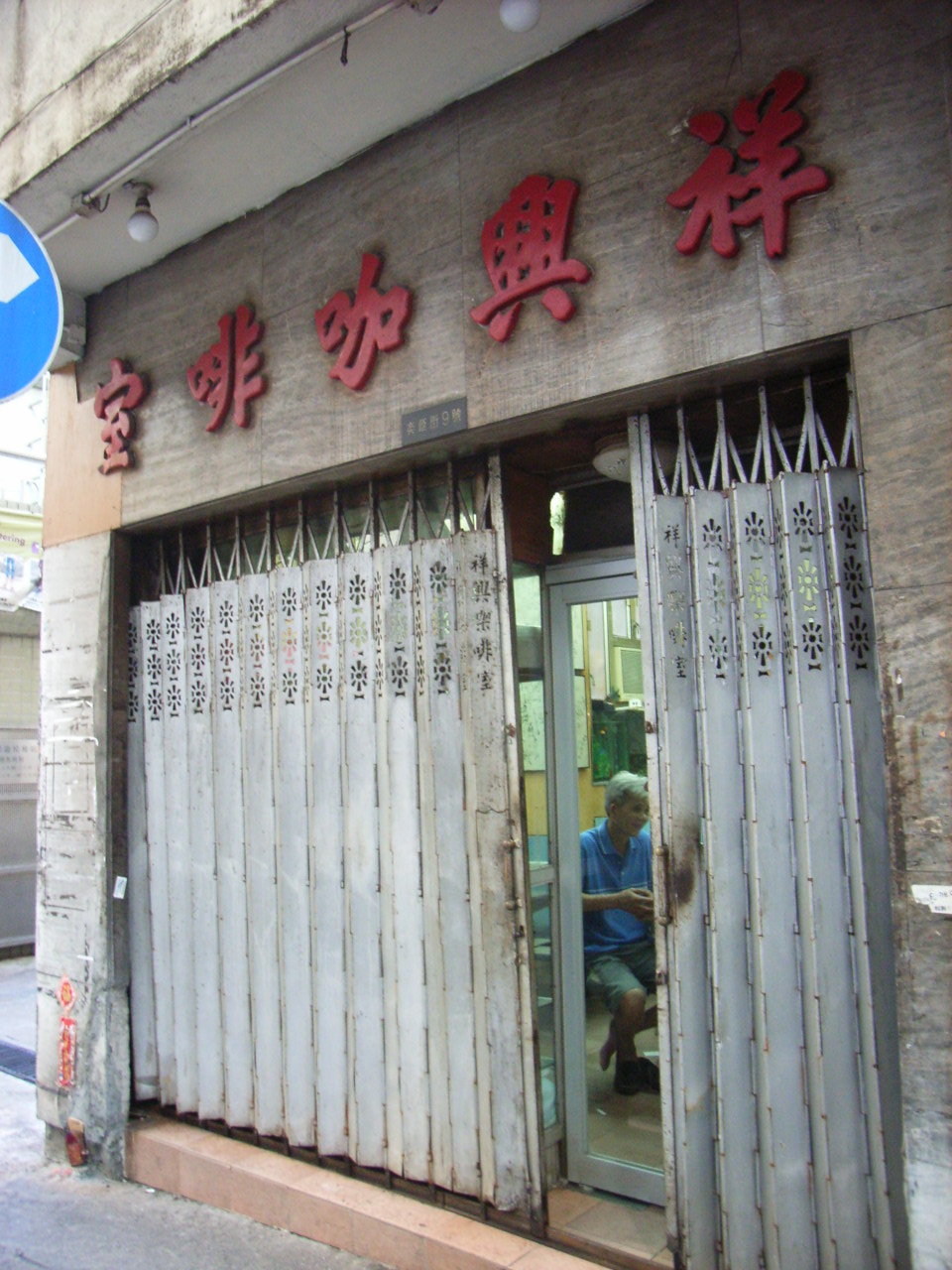
祥興咖啡室位於一座4層高的唐樓地下

祥興咖啡室開業超過40年，供應傳統茶餐廳食品，包括奶油多士，菠蘿包、酥皮蛋撻等，其咖啡與奶茶亦以香濃聞名。裝修仍然維持開業時的風格。
位處名人聚居的跑馬地，不少高官名人、藝人及馬圈人士光顧，包括盧凱彤、唐英年、田北俊、簡炳墀、梁朝偉、謝霆鋒、林子祥與葉蒨文等。店內的牆上亦掛有不少曾光顧名人的簽名。在1987年前，快活谷馬場仍然進行晨操時，騎師、練馬師與工作人員在晨操後常到祥興享用早餐。

## 站外連結
- 開飯喇 - 祥興咖啡室 （页面存档备份，存于）
- 搵食易 - 祥興咖啡室
- 祥興咖啡室位置圖 （页面存档备份，存于）